# الحيوانات الآلية
الحيوانات الآلية (بالإنجليزية: Animal Mechanicals) (بالفرنسية: Les Super Mécanimaux) هو مسلسل رسوم متحركة كندي عُرِض أولَ مرة في 6 سبتمبر 2007 حتى 29 نوفمبر 2011.

## طاقم التمثيل
- أبيجيل جوردون بدور الفأر[1]
- ليا اوستري بدور وحيد القرن[1]
- جيم فولر بدور ريكس[1]
- إيان ماكدوجال بدور ساسكواتش[1]
- شانون لينش بدور كومودو[1]

## روابط خارجية
- الحيوانات الآلية على موقع IMDb (الإنجليزية)
- الحيوانات الآلية على موقع نتفليكس (الإنجليزية)
- الحيوانات الآلية على موقع كينوبويسك (الروسية)
- الحيوانات الآلية على موقع قاعدة بيانات الفيلم (الإنجليزية)